# Peeled Apples
"Peeled Apples" é uma canção da banda britânica de rock Manic Street Preachers, parte do álbum Journal for Plague Lovers, lançado em 2009. Produzida por Steve Albini, a canção teve suas letras escritas pelo músico Richey Edwards, desaparecido desde fevereiro de 1995 e declarado morto em 2008.
As letras foram encontradas em pertences pessoais de Richey após seu desaparecimento, em 1995. A canção usa samples do filme The Machinist, lançado em 2004.
Em entrevista cedida a NME em 2009, a banda afirmou que o vocalista James Dean Bradfield, juntamente com o baixista Nicky Wire, escreveu a maior parte da melodia. Em outra entrevista, Wire afirmou que escreveu o refrão.
A canção foi elogiada pela crítica em geral e também comparada com algumas faixas de The Holy Bible (1994).